# Les Éparres
Les Éparres település Franciaországban, Isère megyében. Lakosainak száma 976 fő (2022. január 1.). Les Éparres Sérézin-de-la-Tour, Succieu, Tramolé, Châteauvilain, Culin, Meyrié, Nivolas-Vermelle és Saint-Agnin-sur-Bion községekkel határos.

## Népesség
A település népességének változása:
| Lakosok száma | 731  | 707  | 860  | 941  | 943  | 987  | 985  | 972  | 968  | 976  |
|               | 1968 | 1982 | 1990 | 2006 | 2013 | 2015 | 2017 | 2019 | 2020 | 2022 |